# Sam Avezou
Sam Avezou (Igny, 22 de marzo de 2001) es un deportista francés que compite en escalada, especialista en las pruebas de dificultad y bloques.
Ganó cuatro medallas en el Campeonato Europeo de Escalada, en los años 2022 y 2024.
Es hijo de la escaladora Cécile Avezou, y su hermana Zélia compite en el mismo deporte.

## Palmarés internacional
| Campeonato Europeo | Campeonato Europeo | Campeonato Europeo | Campeonato Europeo |
| Año                | Lugar              | Medalla            | Prueba             |
| ------------------ | ------------------ | ------------------ | ------------------ |
| 2022               | Múnich (Alemania)  | Medalla de plata   | Bloques            |
| 2024               | Villars (Suiza)    | Medalla de oro     | Bloques            |
| 2024               | Villars (Suiza)    | Medalla de oro     | Combinada          |
| 2024               | Villars (Suiza)    | Medalla de plata   | Dificultad         |